# Cryptocephalus primarius
Cryptocephalus primarius é uma espécie de insetos coleópteros polífagos pertencente à família Chrysomelidae.
A autoridade científica da espécie é Harold, tendo sido descrita no ano de 1872.
Trata-se de uma espécie presente no território português.